# Evanthia Reboutsika
Evanthia Reboutsika (anhörenⓘ griechisch Ευανθία Ρεμπούτσικα, * 15. oder 6. November 1958 in Kato Achaia heute Gemeinde Dytiki Achaia) ist eine griechische Komponistin und Musikerin.

## Leben
Reboutsika wuchs in Kato Achaia bei Patras auf. Schon mit 6 Jahren begann sie an der Musikschule Patras (Ωδείο Πατρών) mit Geigenunterricht. Ab 1970 lebte Reboutsika in Athen, wo sie erst am Athener Konservatorium (Ωδείο Αθηνών) und dann am Griechischen Konservatorium (Ελληνικό Ωδείο) ihren Geigenunterricht fortsetzte. Mit ihren drei Geschwistern, die auch Instrumente spielen, bildete sie später ein Musik-Quartett, bestehend aus Geige, Klavier, Cello und Bratsche, das Tourneen durch Griechenland und ins Ausland machte. Im Programm war sowohl klassische Musik, als auch bekannte griechische Musik von Manos Chatzidakis und Mikis Theodorakis. Ihre musikalische Ausbildung schloss Reboutsika in Paris an der privaten und staatlich anerkannten École Normale de Musique ab.
Reboutsika ist verheiratet mit dem Komponisten Panagiotis Kalantzopoulos und hat zwei Kinder.

## Karriere
Nach 1979 arbeitete Reboutsika mehrfach mit dem Sinfonieorchester des griechischen staatlichen dritten Fernsehsenders ERT 3 und dem modernen Orchester des Fernsehsenders ERT (Σύγχρονη Ορχήστρα της ΕΡΤ) zusammen. Dabei nahm sie auch an einer Reihe von Aufführungen von Axion Esti (Αξιον Εστί) mit Mikis Theodorakis teil. In den 90er Jahren begann sie, selbst Musik zu komponieren. Sie schrieb Musik für bekannte griechische Sängerinnen und Sänger, Filmmusik für griechische und türkische Filme sowie Musik für Theaterstücke. Ihr Musikstil verbindet dabei zwei griechische Musikarten, das Entechno Tragoudi (έντεχνο τραγούδι) mit der Laiki Mousiki (λαϊκή μουσική). Reboutsika gewann für ihren Soundtrack des Films Zimt und Koriander 2003 beim Filmfestival von Thessaloniki den ersten Preis. Der Soundtrack wurde zu einer Goldenen Schallplatte, obwohl er außer zwei Liedern nur aus Orchesterstücken besteht. 2006 erhielt sie für die Filmmusik des türkischen Films Mein Vater und mein Sohn den World Soundtrack Award Discovery of the Year.
Reboutsika tritt immer wieder mit anderen Musikern auf und gibt Konzerte in ganz Griechenland.  

## Diskografie

### Alben
- 1996: Αθώος Ένοχος (Unschuldiger Schuldiger) gesungen von Iannis Kotsiras
- 1997: Μόνο Ένα Φιλί (Nur ein Kuss) gesungen von Iannis Kotsiras
- 1998: Το αστέρι κι η ευχή (Der Stern und der Wunsch)
- 2000: Είναι δική μας η ζωή μας (Unser Leben gehört uns) gesungen von Iannis Kotsiras
- 2000: Μικρές ιστορίες (Kleine Geschichten) gesungen von Eleftheria Arvanitaki
- 2004: Έρωτα, Δεν Ξέρεις Ν' Αγαπάς (Liebe, du weißt nicht zu lieben) gesungen von Natasa Theodoridou
- 2007: Ο χορός των άστρων (Der Tanz der Sterne) gesungen von Elli Paspala
- 2012: Για πού τραβάς ελπίδα (Wohin gehst du, Hoffnung) gesungen von Alkistis Protopsalti
- 2014: Τι λέει η αλεπού; (Was sagt der Fuchs?), Musik zu den Fabeln von Äsop

### Soundtracks
- 1997: Αθήνα – Θεσσαλονίκη (Athen – Thessaloniki), Fernsehfilm (gesungen von Nana Mouskouri)
- 2003: Πολίτικη κουζίνα (Zimt und Koriander), Film von Tasos Boulmetis (Τάσος Μπουλμέτης)
- 2004: Φωνή Αιγαίου (Stimme der Ägäis), Dokumentarfilm
- 2006: Babam ve Oglum (Mein Vater und mein Sohn), Film von Çağan Irmak
- 2008: Ulak (The Messenger, Der Bote), Film von Çağan Irmak
- 2009: Μεγάλοι Έλληνες (Berühmte Griechen), Fernsehserie im Sender SKAI
- 2009: Φθινοπωρινή Ιστορία (Herbstgeschichte), Theaterstück
- 2014: Birlesen Gönüller (Two Hearts in One, Zwei Herzen in einem), Film von Hasan Kiraç
- 2014: Τρίτο Στεφάνι (Dritte Ehe), Theaterstück
- 2015: Νοτιάς (Südwind), Film von Tasos Boulmetis
- 2018: 1968, Film von Tasos Boulmetis